# Swffryd

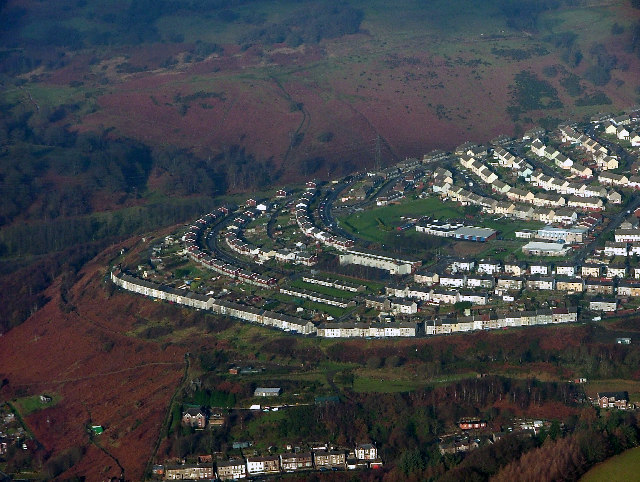
Vista de Swffryd.

Swffryd ou Sofrydd é uma comunidade que se situa na fronteira de Blaenau Gwent, Gales A maior parte do lugar foi construído a partir de casas de autoridades locais para abrigar a população mineira. Lewis Street, Rectory Road e em outros setores do oeste da vila têm casas mais antigas e edifícios. Restos do Viaduto Crumlin ainda podem ser vistos em Swffryd. 